# Paul Gerhardt

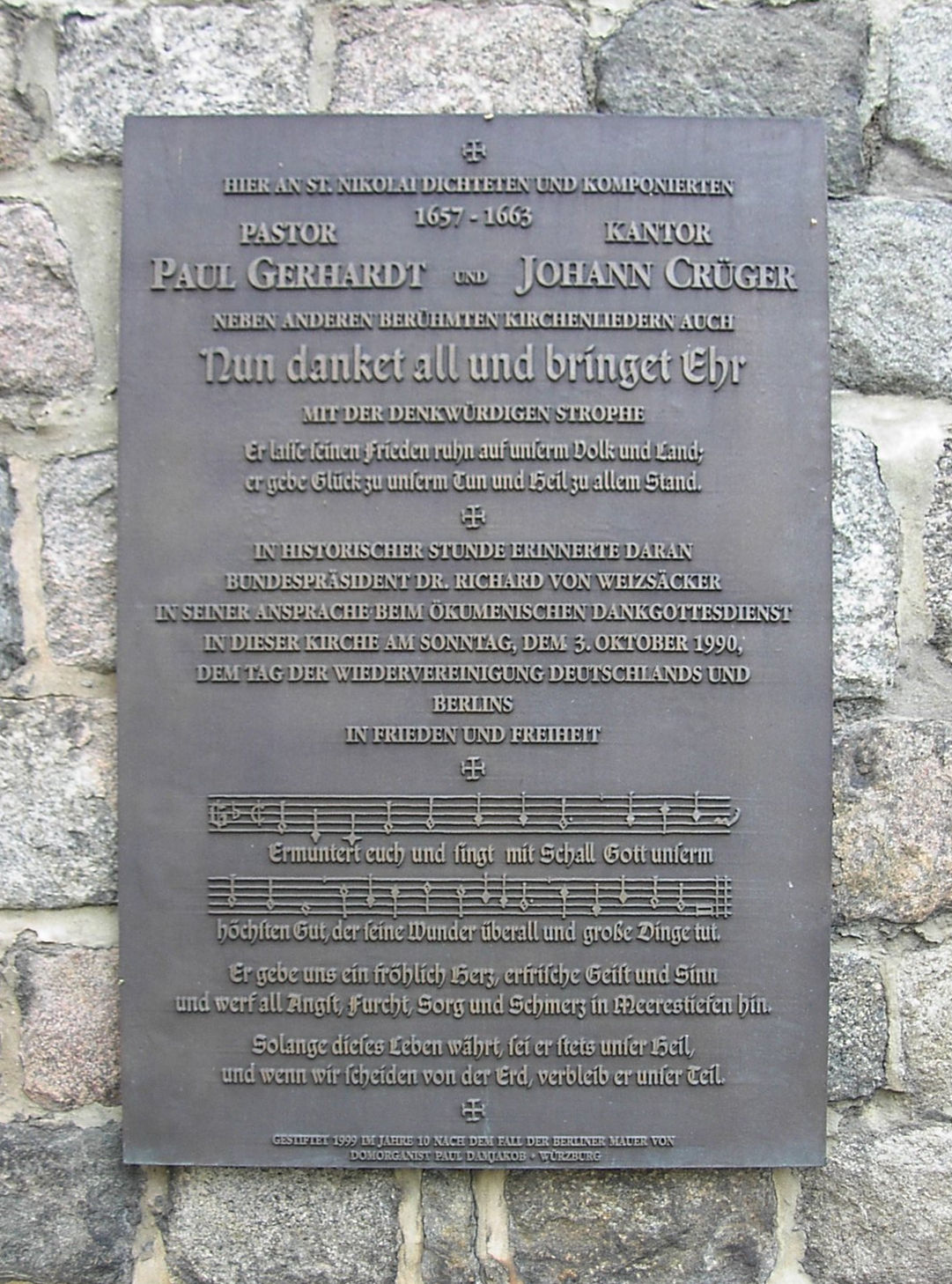
Tablica pamiątkowa na kościele św. Mikołaja w Berlinie upamiętniająca współpracę Paula Gerhardta i Johanna Crügera

Paul Gerhardt (ur. 12 marca 1607 w Gräfenhainichen k. Wittenbergi, zm. 27 maja 1676 w Lubinie na Łużycach Dolnych) – niemiecki teolog, poeta religijny, duchowny luterański. W latach 1628–1634 studiował teologię w Wittenberdze. Od 1651 był proboszczem w Mittenwalde, 1657–1666 diakonem w Nikolaikirche w Berlinie, od 1669 archidiakonem w Lubinie.
Na okres pobytu w Berlinie przypada rozkwit twórczości Gerhardta i jego współpracy z kompozytorem Johannem Crügerem. Paul Gerhardt został uznany za najwybitniejszego twórcę poezji religijnej w Niemczech XVII wieku, Crüger natomiast zyskał miano jednego z najsławniejszych twórcy muzyki pieśni protestanckich, które śpiewane są do dziś i znane w wersjach artystycznych m.in. z kantat i pasji Johanna Sebastiana Bacha. Zbiór pieśni Praxis pietatis melica wydany przez Crügera został po raz pierwszy w 1640, rozszerzony o 15 pieśni do poezji Gerhardta w roku 1647, w roku 1661 miał już 10. wydanie i było w nim aż 88 pieśni do słów Gerhardta. W 1721 (po śmierci obu twórców) śpiewnik miał swoje 39. wydanie.
Zachowane dzieło Paula Gerhardta zawiera 137 pieśni i poezji niemieckich, 15 poezji łacińskich, cztery mowy pogrzebowe, liczne listy, testament Gerhardta – zasady życiowe dla jego syna, pisemne oświadczenia w sporze z księciem Fryderykiem Wilhelmem oraz cztery tzw. medytacje (rozważania egzegetyczno-liturgiczne). 32 pieśni zostały włączone do aktualnego kancjonału protestanckiego.
Muzykę do słów Gerhardta pisali Johann Crüger i Johann Georg Ebeling, który został kantorem w Nikolaikirche w Berlinie, następcą Johanna Crügera. Bliska znajomość zawiązana w Berlinie z Paulem Gerhardtem sprawiła, że Ebeling zrezygnował z powrotu do rodzinnego Lüneburga, gdzie mógł zostać kantorem po śmierci swojego nauczyciela, Michaela Jacobiego. W roku 1668 Paul Gerhardt wyjechał z Berlina do Lübben, w tym też roku wyjechał z Berlina także Ebeling, który osiedlił się w Szczecinie. Na przełomie lat 1666 i 1667, a więc pod koniec swojego pobytu w Berlinie obaj twórcy pracowali nad wspólnym zbiorem pieśni. Pierwsze wydanie – zbiór 120 pieśni – ukazało się w 1667 we Frankfurcie nad Odrą i w Berlinie pod tytułem Pauli Gerhardi geistliche Andachten. Było to najważniejsze osiągnięcie życiowe kompozytora, a również najobszerniejszy zbiór pieśni napisanych do tekstów Gerhardta. Kolejne wydania ukazywały się w Szczecinie cztery razy (w latach 1669, 1670, 1671 i 1672), następnie w Norymberdze (1683) i w Augsburgu (1708). Również ukazywały się pieśni do słów Gerhardta, będące przeróbkami starszych pieśni lub tekstami dostosowanymi do starszych melodii. Jedna z najsłynniejszych pieśni protestanckich, O Haupt voll Blut und Wunden, znana z polskiego tłumaczenia z tekstem O Głowo, coś skrwawiona, swój niemiecki tekst zawdzięcza właśnie Paulowi Gerhardtowi, lecz jest on trawestacją średniowiecznego łacińskiego hymnu pasyjnego Salve caput cruentatum Arnulfa von Löwen, cysterskiego mnicha z klasztoru w Leuven w Belgii, natomiast jej muzyka pochodzi z wcześniejszej pieśni Hansa Leo Hasslera.

## Ważniejsze dzieła
(liczby w nawiasach oznaczają numery w polskim Śpiewniku Ewangelickim wydawnictwa Augustana)
Wie soll ich Dich empfangen (Jak mam powitać Ciebie) – pieśń adwentowa (11)
Warum willst du draußen stehen (Przeczże miałbyś stać na dworze) – pieśń adwentowa (20)
Kommt und laßt uns Christus ehren (Do Chrystusa pospieszajmy) – kolęda (47)
Ich stehe an Deinen Krippen (Przy Twoim żłóbku stoję) muz. Johann Sebastian Bach - kolęda (74)
Nun laßt uns gehn und treten (Pójdźmy z podziękowaniem) - pieśń noworoczna (99)
Ein Lämmlein geht und trägt die Schuld (Baranek niesie brzemię win) - pieśń pasyjna (112)
O Haupt voll Blut und Wunden (O głowo, coś zraniona) - pieśń pasyjna (142)
O Welt, sieh hier dein Leben (Patrz, świecie, życie święte) - pieśń pasyjna (153)
Sei mir tausendmal gegrüßet (Tysiąckrotnie pozdrowiony) - pieśń pasyjna(165)
Zieh ein zu deinen Toren (Wstąp do bram serca mego) - pieśń na Zesłanie Ducha Świętego (230)
Wie schön ist doch, Herr Jesu Christ (Jak piękny jest małżeństwa stan) - pieśń na uroczystości małżeństwa (461)
Die güldne Sonne (Słońce złociste) (486) - pieśń pochwalna
Lobet den Herren alle (Wielbijcie Pana, gdy ze snu wstajecie) (489) – muz. Johann Crüger, 1653
Wach auf, mein Herz und singe (Wstań duszo ma) (490)
Nun ruhen alle Walder (Spoczęły lasy, sioła) (419)
Soll ich meinem Gott nich singen (Czyżbym nie miał śpiewać Bogu) (588). muz. Johann Schop, 1641.
Ich singe dir mit Herz und Mund (Pieśń wznoszą usta)(619), muz. Crüger 1653
Du, meine Seele, singe (Zaśpiewaj, duszo moja) (629), muz.Ebeling, 1666
Ist Gott für mich, so trete (Gdy ze mną Bóg) (636)
Warum soll ich mich denn grämen? (Dokąd mam się w troskach męczyć) (670), muz. Ebeling 1666
Befiehl de deine Wege (Polecaj drogi swoje) (697), muz. Bartholomäus Gesius 1603, opr. Tellemann 1730
Geh aus, men Herz, und suche Freud (Zaśpiewaj pieśni, serce me) (899), muz. August Harder, 1813
Ich bin ein Gast auf Erden (Jam gościem na tym świecie), (913)